# Nelson Eddy
Nelson Ackerman Eddy (Providence, 29 giugno 1901 – Palm Beach, 6 marzo 1967) è stato un attore cantante statunitense.

## Biografia

### Gioventù e inizi
Unico figlio di Caroline Isabelle Kendrick e di William Darius Eddy, Nelson Ackerman Eddy crebbe tra la natia Providence, Pawtucket (Rhode Island) e New Bedford (Massachusetts). La madre e la nonna materna erano entrambe cantanti, mentre il padre nel tempo libero recitava in produzioni teatrali locali e cantava nel coro della chiesa. Nel 1915 i coniugi Eddy divorziarono e il quattordicenne Nelson lasciò la scuola e seguì la madre a Filadelfia, dove lo zio materno Carl Kendrick gli trovò un impiego presso la Mott Iron Works, una fabbrica siderurgica. Nelson Eddy lavorò successivamente per una decina d'anni come reporter al Philadelphia Press, quindi presso il Public Ledger e il Philadelphia Evening Bulletin, mentre nel frattempo iniziava a coltivare l'inclinazione per la musica cantando nel coro della chiesa e a esibirsi in spettacoli da dilettante, ispirandosi ai maggiori baritoni dell'epoca, come Titta Ruffo, Antonio Scotti, Pasquale Amato e Giuseppe Campanari.

### Il successo
Nel 1922 Eddy ottenne la sua prima scrittura da professionista nello spettacolo The Marriage Tax, nel ruolo del re di Grecia, mentre due anni più tardi, nel 1924, vinse il primo premio in un concorso per apparire alla Philadelphia Opera Society e venne preso sotto la protezione di Alexander Smallens, direttore musicale della Orchestra Sinfonica di Filadelfia. Dalla fine degli anni venti Eddy lavorò stabilmente presso la Philadelphia Civic Opera Company, costruendosi un repertorio di interpretazioni di tutto rispetto, da Amonasro nell'Aida, Marcello ne La bohème, Papageno ne Il flauto magico, Almaviva ne Le nozze di Figaro, Tonio e Silvio in Pagliacci e Wolfram nel Tannhäuser. Divenuto inoltre un divo dell'operetta, in particolare del repertorio del duo Gilbert & Sullivan, lavorò fin dal 1922 per The Savoy Company nelle opere comiche Iolanthe (in cui interpretò Stephron, uno dei suoi ruoli più famosi) e The Pirates of Penzance.
Desideroso di perfezionare la propria tecnica vocale di baritono, Eddy fu dapprima allievo del maestro David Scull Bispham, quindi di William Wilonat, che seguì nel 1927 in Europa per un soggiorno di studio a Dresda. Rientrato negli Stati Uniti, nel 1928 Eddy iniziò a tenere concerti da solista, inaugurando un'amicizia e un sodalizio professionale con il pianista Theodore Paxson, che l'avrebbe accompagnato sulle scene fino alla fine della carriera. Nel 1927 fu protagonista del Feuersnot di Richard Strauss e l'anno successivo di Ariadne auf Naxos, sempre di Strauss. Nel novembre del 1931 fu diretto a New York dal maestro Leopold Stokowski in Wozzeck di Alban Berg, mentre il mese successivo apparve alla Carnegie Hall alla prima mondiale di Maria Egiziaca, sotto la direzione del compositore Ottorino Respighi, subentrato dopo l'indisponibilità all'ultimo momento sul podio di Arturo Toscanini. Nel 1934, poco dopo aver ceduto alle lusinghe dell'industria cinematografica, Eddy ottenne ancora recensioni positive per le interpretazioni di Wolfram nel Tannhäuser e di Amonasro nell'Aida, in cui ebbe come partner Elisabeth Rethberg, Giovanni Martinelli ed Ezio Pinza.

## Il cinema

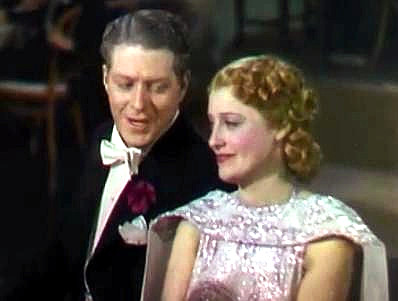
con Jeanette MacDonald in Bisticci d'amore (1938)

Contattato dai produttori di Hollywood dopo un'apparizione a San Diego quale sostituto in concerto del soprano Lotte Lehmann, Eddy firmò un contratto in esclusiva con la MGM, casa produttrice per la quale avrebbe interpretato quattordici dei diciannove film della sua carriera cinematografica. Malgrado il suo aspetto attraente, il sorriso gioviale e comunicativo, e il talento musicale, inizialmente la MGM faticò a individuare una giusta collocazione per il suo potenziale divo e, per un periodo di circa due anni, lo impiegò unicamente nella colonna sonora del cortometraggio Handlebars (1933), mentre lo fece apparire in un singolo numero cantato sia in Broadway to Hollywood (1933) che in La danza di Venere (1933), e nel successivo Student Tour (1934).

### Il sodalizio con Jeanette MacDonald
La svolta avvenne nel 1935, quando Eddy venne scelto come partner dell'attrice e soprano Jeanette MacDonald in Terra senza donne (1935), riduzione cinematografica dell'operetta Naughty Marietta, composta nel 1910 da Victor Herbert. Il film ottenne un sorprendente successo e una candidatura all'Oscar quale miglior film dell'anno e lanciò la coppia Eddy-MacDonald, che diventò tra le favorite del pubblico cinematografico in una serie di pellicole brillanti, caratterizzate da una ricca messa in scena, da costumi sfarzosi, e confezionate attorno a romantici duetti operistici. L'accoppiata replicò il successo l'anno successivo con Rose Marie (1936), in cui Eddy interpretò il ruolo del sergente Bruce delle Giubbe Rosse canadesi, uno dei suoi personaggi più riusciti. Il sodalizio con la MacDonald proseguì con Primavera (1937), nel quale si ripeté la formula della coppia che condivide un grande sogno romantico col sottofondo di una musica fortemente melodica e cadenzata. La vicenda, di cui è conservato un solo brano dell'operetta originale di Sigmund Romberg, è narrata in flashback dalla MacDonald, una cantante d'opera che si innamora di un baritono bohémien (Eddy) ma sceglie la carriera e sposa il suo manager (interpretato da John Barrymore), un uomo possessivo che finisce per uccidere il rivale.
Eddy e la MacDonald si riunirono l'anno seguente in La città dell'oro (1938), e in Bisticci d'amore (1938), il loro primo film in Technicolor, nel quale indossarono finalmente abiti moderni, interpretando una coppia di attori di successo di Broadway alle prese con contrasti e riconciliazioni sentimentali e professionali. La coppia apparve l'anno successivo in Luna nuova (1940), ancora con le melodie di Romberg e rifacimento di Passione cosacca (1931) con Grace Moore e in Tzigana (1940), adattamento cinematografico dell'operetta Bitter Sweet, scritta nel 1929 da Noël Coward e già portata sullo schermo in Gran Bretagna da Anna Neagle e Fernand Gravey nel film Ottocento romantico (1933).
Il 1942 segnò la scadenza del contratto settennale di Eddy con la MGM e anche la fine del sodalizio con Jeanette MacDonald, con la quale interpretò Musica sulle nuvole (1942), il loro ultimo film insieme, un adattamento di un musical di Richard Rodgers e Lorenz Hart che però deluse sia il pubblico che la critica.

### Gli altri film
Nelson Eddy mantenne il successo anche senza la partner. Nel 1937 apparve nel musical Rosalie (1937), nel ruolo di un giocatore di football di West Point, al fianco dell'attrice e ballerina Eleanor Powell e dell'esordiente attrice ungherese Ilona Massey, con la colonna sonora di Cole Porter, elementi che garantirono sontuosi numeri di danza e di canto nel più puro stile sfarzoso della MGM. Successivamente fu impegnato nel western Il grande nemico (1939), al fianco di Virginia Bruce e Victor McLaglen, e in Balalaika (1939), in cui interpretò un principe decaduto durante la Rivoluzione russa, nuovamente al fianco di Ilona Massey. Nel 1941 apparve in Soldato di cioccolata (1941), un adattamento musicale di The Guardsman di Ferenc Molnár e ispirato a un'operetta di Oskar Straus, in cui sorprese pubblico e critica dando una delle sue prove di recitazione più convincenti nel ruolo di un marito geloso che intende verificare l'onestà della moglie (interpretata dalla cantante Risë Stevens, stella del Metropolitan di New York).
L'anno seguente l'attore firmò un contratto per due film con la Universal e apparve in una sgargiante versione de Il fantasma dell'opera (1943), accanto a Claude Rains e Susanna Foster, rifacimento in versione barocca dell'omonimo celebre film muto interpretato nel 1925 da Lon Chaney. Eddy considerò in seguito il ruolo di Anatole Garron come la sua interpretazione cinematografica più riuscita. Il secondo film, in cui avrebbe dovuto apparire accanto a Jeanette MacDonald, non venne invece mai realizzato, così come fallirono numerosi successivi tentativi di riunire la coppia. La carriera cinematografica di Eddy ebbe quindi un declino piuttosto rapido e gli fornì ancora poche occasioni di eccellere. Una di queste fu la partecipazione come cantante a un film della Disney, Musica maestro (1946), nel quale prestò la voce nei dodici minuti dell'episodio finale La Balena Ugoladoro (The Whale Who Wanted to Sing at the Met), sfruttando la passione per le tecnologie più avanzate che per anni aveva sperimentato nel proprio studio di registrazione, e che gli consentirono di prodursi in tutte le tonalità di voce dal basso al soprano. Il successo della performance fu comunque il preludio all'abbandono del cinema, poiché Eddy interpretò ancora un unico film, il musical di ambientazione western Il prigioniero di Fort Ross (1947), prodotto dalla Republic Pictures e co-interpretato da Ilona Massey.

## Il ritorno alla musica
Abbandonata definitivamente la carriera sul grande schermo, Eddy riprese a tenere concerti e fu protagonista di numerosi spettacoli radiofonici e televisivi. Già titolare di uno show radiofonico personale per la CBS nella stagione 1943-1944, fu un promotore di giovani talenti musicali e contribuì durante tutta la sua carriera a far conoscere e amare la musica operistica alle nuove generazioni.
Ospite musicale in show sul piccolo schermo (tra gli altri, The Ed Sullivan Show e What's My Line?), nel 1953 Eddy decise di intraprendere la strada degli spettacoli nei nightclubs, in coppia con la cantante Gale Sherwood, diventando un abile entertainer e intraprendendo nei successivi quindici anni ripetute tournée in varie parti del mondo, tra cui Canada, Messico e Australia. In quest'ultimo paese, durante il quarto e ultimo dei suoi tour (1965), in occasione di ogni esibizione dedicò un affettuoso omaggio musicale alla sua storica partner Jeanette MacDonald, deceduta nello stesso anno.

## Vita privata
Nelson Eddy fu sposato dal 1939 fino alla morte con Ann Denitz Franklin, adottandone il figlio Sidney Jr., che la moglie aveva avuto dal precedente matrimonio con il regista Sidney Franklin. Eddy e Ann Denitz non ebbero altri figli. Morì il 6 marzo 1967, all'età di sessantacinque anni. Mentre stava eseguendo il numero Dardanella al Sans Souci Hotel di Palm Beach (Florida), accompagnato al pianoforte da Ted Paxton, fu colpito da un'emorragia cerebrale e morì poche ore più tardi. È sepolto all'Hollywood Forever Cemetery di Los Angeles accanto alla moglie Ann (deceduta nel 1987).

## Filmografia
- Handlebars, regia di Jules White (1933) (voce cantante, non accreditato)
- Broadway to Hollywood, regia di Willard Mack (1933) (non accreditato)
- La danza di Venere (Dancing Lady), regia di Robert Z. Leonard (1933)
- Student Tour, regia di Charles Reisner (1934)
- Terra senza donne (Naughty Marietta), regia di Frances Goodrich e Albert Hackett (1935)
- Rose Marie, regia di W. S. Van Dyke (1936)
- Primavera (Maytime), regia di Robert Z. Leonard (1937)
- Rosalie, regia di W.S. Van Dyke (1937)
- La città dell'oro (The Girl of the Golden West), regia di Robert Z. Leonard (1938)
- Bisticci d'amore (Sweethearts), regia di W.S. Van Dyke (1938)
- Il grande nemico (Let Freedom Ring), regia di Jack Conway (1939)
- Balalaika, regia di Reinhold Schünzel (1939)
- Luna nuova (New Moon), regia di Robert Z. Leonard (1940)
- Tzigana (Bitter Sweet), regia di W.S. Van Dyke (1940)
- Soldato di cioccolata (The Chocolate Soldier), regia di Roy Del Ruth (1941)
- Musica sulle nuvole (I Married an Angel), regia di W.S. Van Dyke (1942)
- Il fantasma dell'opera (Phantom of the Opera), regia di Arthur Lubin (1943)
- Knickerbocker Holiday, regia di Harry Joe Brown (1944)
- Musica maestro (Make Mine Music), regia di Robert Cormack e Clyde Geronimi (1946) (voce)
- Willy the Operatic Whale, regia di Clyde Geronimi e Hamilton Luske (1946) (voce)
- Il prigioniero di Fort Ross (Northwest Outpost), regia di Allan Dwan (1947)
- The Desert Song (1955) - film tv

### Apparizioni in film e documentari
- Hollywood: Style Center of the World, regia di Oliver Garver - filmati di repertorio (1940)

## Doppiatori italiani
Nelle versioni in italiano dei suoi film, Nelson Eddy è stato doppiato da:
- Giulio Panicali in Il fantasma dell'opera, Musica sulle nuvole, Primavera
- Nino Besozzi in La danza di Venere
- Antonio Palumbo in Il fantasma dell'opera (ridoppiaggio)

Da doppiatore è sostituito da:
- Alberto Sordi (dialoghi) e Saturno Meletti (canto) in Musica maestro!